# Where the Streets Have No Name
Singles de U2
I Still Haven't Found What I'm Looking For
(1987) In God's Country
(1987)
Pistes de The Joshua Tree
I Still Haven't Found What I'm Looking For
(2)
Where the Streets Have No Name est une chanson du groupe de rock irlandais U2, sortie le 4 août 1987 sous le label Island Records. Enregistrée aux Studios Windmill Lane à Dublin en 1986, elle est produite par l'Anglais Brian Eno et le Canadien Daniel Lanois et mixée par l'Anglais Steve Lillywhite. C'est la chanson d'ouverture du cinquième du groupe The Joshua Tree, paru le 9 mars 1987. Elle est sortie en tant que troisième single de l'album juste après With or Without You et I Still Haven't Found What I'm Looking For. 
Le chanteur Bono a écrit les paroles en réponse à l'idée qu'il est possible d'identifier la religion et le revenu d'une personne en fonction de la rue dans laquelle elle vit, en particulier à Belfast. L'enregistrement du morceau a été difficile et le producteur Brian Eno a envisagé d’effacer les bandes de la chanson afin de repartir de zéro. 
Troisième tube planétaire de The Joshua Tree, Where the Streets Have No Name a reçu de très bonnes critiques et s'est classée notamment 1er en Irlande et en Nouvelle-Zélande, 4e au Royaume-Uni et 13e au Billboard Hot 100. Elle a remporté le Grammy Awards du meilleur clip vidéo en 1988 et est désormais l'une des chansons les plus populaires du groupe, interprétée près de 1000 fois en concert de 1987 à nos jours.

## Écriture et enregistrement
Alors qu'une nouvelle session d'enregistrement de The Joshua Tree est sur le point de commencer, The Edge se rend compte que le groupe manque de chansons exceptionnelles en live et arrive en studio avec une démo qu'il a composée pendant la nuit, un enregistrement multipiste au clavier, à la guitare, à la basse et avec une boîte à rythmes. Le groupe aime la démo mais l'enregistrement est long et difficile, Adam Clayton, qui est en photo sur la pochette du single, affirmant par la suite « à l'époque, elle sonnait comme une langue étrangère, même si maintenant nous comprenons comment elle fonctionne ». La chanson présente deux changements de mesures et plusieurs changements d'accords et fait l'objet de longues répétitions.
Le producteur de l'album Brian Eno, excédé par le fait que le groupe passe autant de temps sur ce titre au détriment de la création des autres morceaux, profite d'un moment où le groupe est absent des studios pour tenter de détruire la maquette de Where the Streets Have No Name. L'ingénieur du son Pat McCarthy l'en empêche in extremis, Eno se justifiant en disant qu'il voulait seulement que le groupe reprenne le titre à zéro. Eno estime que la moitié des sessions d'enregistrement de l'album ont été consacrées à essayer d'enregistrer une version convenable de Where the Streets Have No Name. Daniel Lanois se souvient quant à lui qu'il avait sorti un grand tableau d'école et qu'il avait une baguette de professeur pour décrire au groupe les changements d'accords. Les paroles de la chanson sont écrites par Bono alors qu'il est en voyage humanitaire en Éthiopie.
Les membres du groupe affirment désormais qu'ils ont un réel plaisir à jouer cette chanson sur scène. Bono explique même en parlant de Where the Streets Have No Name : « On peut être au beau milieu du pire concert de notre vie, mais quand on attaque cette chanson, tout change. Le public est debout, chante tout du long. Soudain, c’est comme si Dieu traversait la salle. C’est le moment où le métier s’arrête et où la spiritualité commence. » (Los Angeles Times, 8 août 2004). Elle fait aussi partie des chansons favorites du public.

## Composition

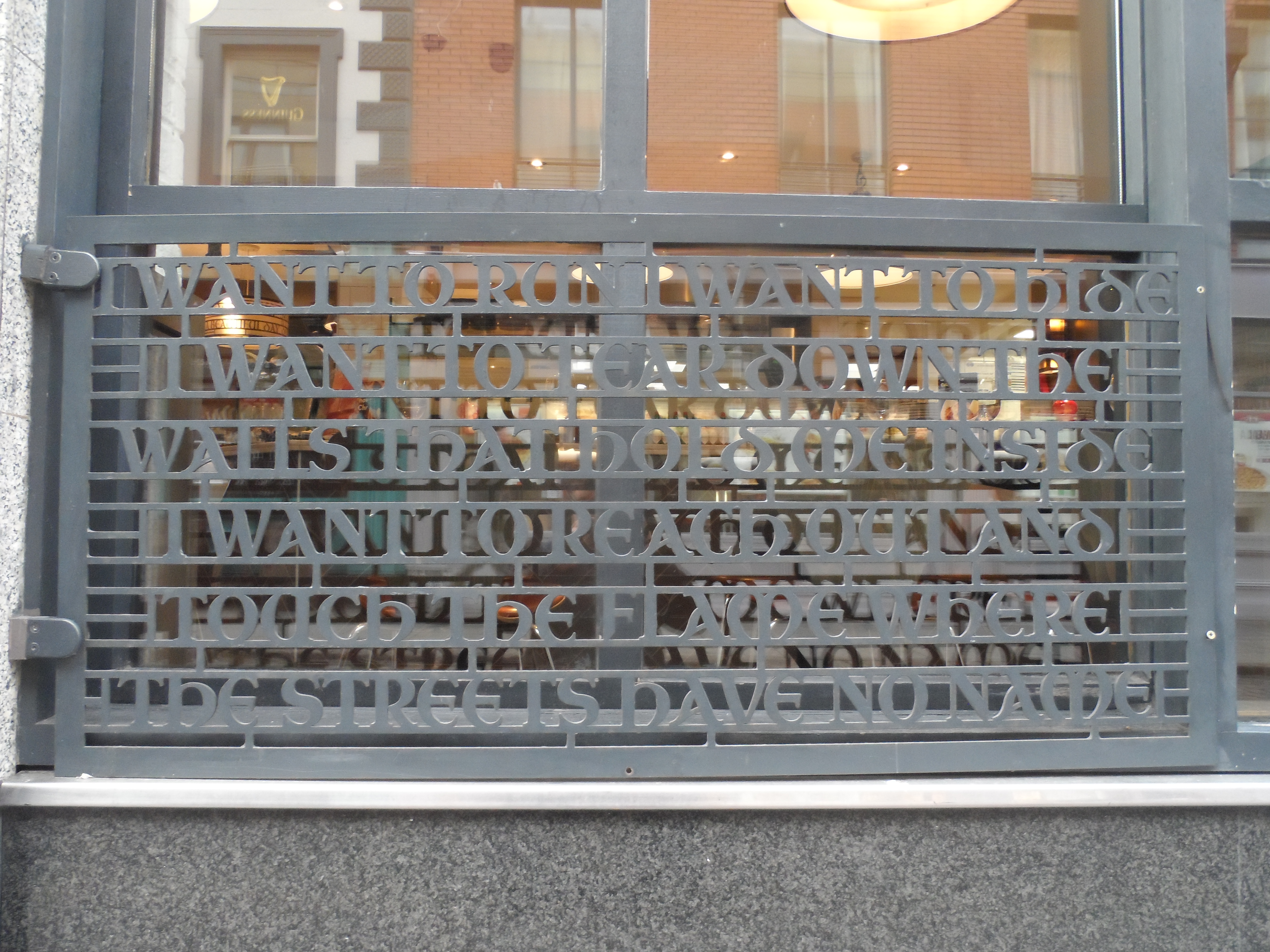
Ferronnerie affichant les paroles de Where the Streets Have No Name dans un pub de Dublin.

Le tempo de la chanson est de 126 pulsations par minute. Son intro et sa conclusion sont jouées sur une mesure en 6/8 alors que le reste de la chanson l'est sur une mesure à quatre temps. L'intro est jouée au synthétiseur puis à la guitare avec un arpège de six notes répété par un effet de chambre d'écho. La basse et la batterie entrent plus tard, après un peu plus d'une minute, et le chant après presque deux minutes.
Les paroles ont été inspirées à Bono alors que celui-ci était à Belfast et qu'il a entendu une histoire selon laquelle on pouvait deviner la religion et les revenus d'un habitant de la ville suivant la rue dans laquelle il habitait. Quand Bono est allé en Éthiopie et a visité des villages où les rues ne portaient pas de nom, cette histoire lui est revenue. Bono explique que « le gars de la chanson reconnaît ce contraste et pense à un monde où il n'y aurait pas de telles divisions, où les rues ne porteraient pas de noms ». Il ajoute qu'il « essayait d'esquisser un lieu, peut-être un lieu spirituel ou un lieu romantique ».

## Clip

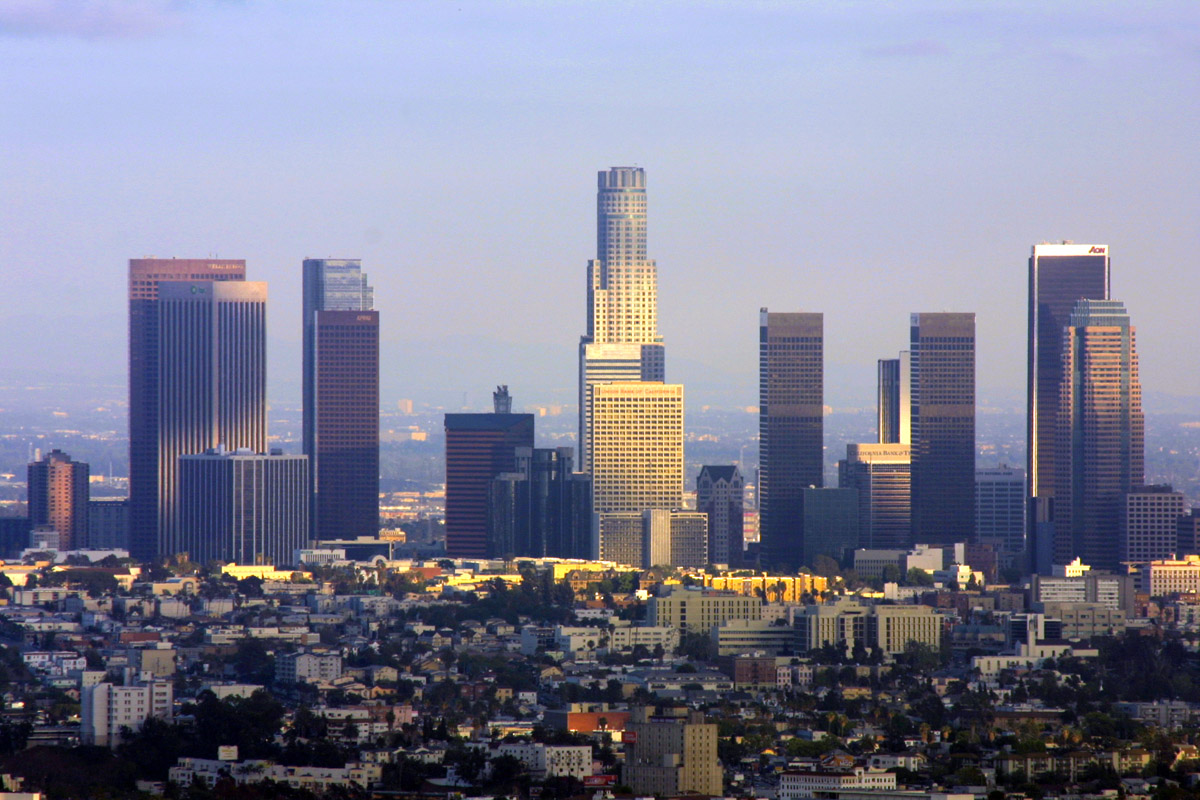
Le clip de la chanson a été tourné dans la ville de Los Angeles.

Le clip de la chanson commence avec une vue aérienne d'un quartier de Los Angeles avec Bullet the Blue Sky en fond sonore. Des journalistes à la radio annoncent que U2 a prévu un concert dans les rues de la ville et que plus de 30 000 personnes sont attendues. La police est présente sur les lieux et informe le groupe des problèmes de sécurité que le tournage peut poser, alors qu'une foule nombreuse se rassemble. Au bout de deux minutes, le groupe commence à interpréter Where the Streets Have No Name sur le toit d'un magasin de spiritueux. C'est un clin d’œil au dernier concert public des Beatles donné sur le toit de l'immeuble londonien d'Apple Corps, en 1969. « Ce n'est pas la première fois que nous copions les Beatles », s’en amusera d’ailleurs Bono un peu plus tard. Vers la fin de la chanson, la police dit à l'équipe technique qu'ils vont arrêter le tournage. Bono informe la foule qu'ils vont être coupés et la police arrive sur le toit du bâtiment sous les huées de la foule.
Il a été réalisé par Meiert Avis et le groupe a réuni plus d'un millier de personnes pour son tournage, le 27 mars 1987. Avant le tournage, durant lequel le groupe a joué huit chansons, le toit du bâtiment a été renforcé afin d'être sûr qu'il ne s'effondrerait pas. Un générateur de secours a été installé sur le toit au cas où les autorités couperaient le générateur électrique principal. L'intervention de la police s'est réellement produite mais Paul McGuinness a révélé en 2007 que la confrontation avait été exagérée car les autorités leur accordaient des délais pour finir le tournage alors que le groupe espérait qu'on les coupe. Le clip a remporté le Grammy Award du meilleur clip en 1988.

## Réception
Where the Streets Have No Name reçoit de très bonnes critiques de la presse spécialisée. Le NME salue la chanson comme « piste d'ouverture » en disant que l'album « commence par cracher furieusement » et fait l'éloge « du chant passionné de Bono et du jeu de guitare de The Edge qui a transformé l'instrument en quelque chose de plus qu'un morceau de bois sans cesse maltraité. » Le journaliste conclut en estimant que : « Les dix dernières secondes sont d'une beauté à couper le souffle. ». Stephen Thomas Erlewine d'Allmusic qualifie la chanson « d'ouverture épique ». Steve Morse du Boston Globe a noté que les « sons de cloche de The Edge encadrent une recherche du paradis. »  Cash Box a déclaré qu’il s’agissait d’un « rocker d’une beauté douloureuse » avec « une émotion brute et une puissance incroyables ». Le critique du journal The Rocket dit que la chanson construit un « mur du son » et compare le riff d'ouverture à Ghostdancing de Simple Minds. Steve Pond de la revue Rolling Stone parle de « rock affirmé » pour Where the Streets Have No Name dans son analyse de The Joshua Tree. Enfin en 2017, dans un hors-série consacré à U2, Sophie Rosemont des Inrockuptibles utilise le qualificatif d' « impérieux » au sujet de Where the Streets Have No Name.

## Crédits
| - Bono – chant - The Edge – guitare; chœurs (single version) - Adam Clayton – guitare basse - Larry Mullen, Jr. – batterie, percussions | - Daniel Lanois et Brian Eno – réalisation artistique - Flood et Patrick « Pat » McCarthy – enregistrement - Steve Lillywhite – mixage - Mark Wallace – ingénieur du son |

## Classements
| Pays             | Meilleur classement | Référence |
| ---------------- | ------------------- | --------- |
| Allemagne        | 44                  | [ 21 ]    |
| Belgique         | 19                  | [ 22 ]    |
| Canada           | 11                  | [ 23 ]    |
| États-Unis       | 13                  | [ 24 ]    |
| Irlande          | 1                   | [ 25 ]    |
| Nouvelle-Zélande | 1                   | [ 22 ]    |
| Pays-Bas         | 7                   | [ 22 ]    |
| Royaume-Uni      | 4                   | [ 26 ]    |

## Faces-B
- Race Against Time (4:04)
- Silver and Gold (4:36)
- Sweetest Thing (3:03)

## Reprises
- Les Pet Shop Boys ont repris cette chanson dans un rythme dance, mélangé avec Can't Take My Eyes Off You de Frankie Valli. Le titre est sorti en 1991. Il est par la suite apparu sur leur ressortie en 2001 de Behaviour - Further Listening 1990-1991.
- Vanessa Carlton a enregistré une version de la chanson sur son second album Harmonium en 2004. La chanson n'est jamais sortie sur l'album original aux États-Unis. Elle est simplement disponible sur la version japonaise et sur les sites d'achat de musique en ligne.
- Chris Tomlin reprit la chanson pour In the Name of Love, un album de reprise de compositions de U2 chantées par 13 artistes chrétiens pour alerter sur l'Afrique.
- MercyMe a repris cette chanson de nombreuses fois sur scène. Elle était d'ailleurs sur leur CD/DVD MercyMe Live.
- Terez Montcalm a fait une reprise jazzy de ce titre dans son album Connection de 2009.
- Muse et The Edge ont fait une reprise de ce titre en live au Glastonbury Festival le 26 juin 2010.
- Tom Morello et Serj Tankian la reprennent lors des concerts du collectif Axis of Justice. Elle est présente sur le disque Axis of Justice: Concert Series Volume 1 (en) sorti en 2004
- Le groupe Thirty Seconds to Mars reprend également ce titre à l'occasion d'une émission MTV Unplugged. On peut le retrouver sur l'album intitulé MTV Unplugged.